# ATP Challenger Tour 2017
Navigation
Saison 2016 Saison 2018
La saison 2017 de l'ATP Challenger Tour, circuit secondaire du tennis masculin professionnel organisé par l'ATP, comprend 155 tournois répartis en cinq catégories en fonction de leur dotation qui varie de 50 000 à 150 000 $ ou de 43 000 à 127 000 €.

## Répartition des tournois

### Par pays hôte
Trente neuf pays ont accueilli au moins un tournoi Challenger cette saison. Voici la liste et le nombre de tournois organisés par pays :
| - Italie : 22 - États-Unis : 21 - France : 13 - Chine : 12 - Allemagne : 7 - Australie : 6 - Mexique : 5 - Canada : 5 | - Colombie : 4 - Corée du Sud : 4 - Ouzbékistan : 4 - Japon : 4 - République tchèque : 4 - Kazakhstan : 3 - Pologne : 3 - Royaume-Uni : 3 - Thaïlande : 3 | - Argentine : 2 - Brésil : 2 - Chili : 2 - Équateur : 2 - Espagne : 2 - Inde : 2 - Pays-Bas : 2 - Slovaquie : 2 - Taïwan : 2 - Turquie : 2 | - Bosnie-Herzégovine : 1 - Finlande : 1 - Hongrie : 1 - Panama : 1 - Pérou : 1 - Portugal : 1 - République dominicaine : 1 - Roumanie : 1 - Slovénie : 1 - Suède : 1 - Uruguay : 1 - Viêt Nam : 1 |

### Par surface de jeu
| Surface de jeu     | Dur (ext.) | Dur (int.) | Terre battue (ext.) | Terre battue (int.) | Gazon (ext.) | Moquette (int.) |
| Nombre de tournois |            |            |                     |                     |              |                 |

### Par catégorie
Les tournois sont répartis en cinq catégories en fonction de leur dotation et des points ATP qu'ils distribuent.
| Catégorie du tournoi | Nombre |
| -------------------- | ------ |
| ATP Challenger 125   | 12     |
| ATP Challenger 110   | 10     |
| ATP Challenger 100   | 13     |
| ATP Challenger 90    | 29     |
| ATP Challenger 80    | 91     |

## Palmarès

### Janvier
| Date       | Tournoi                                                                          | Vainqueurs                                | Finalistes                                  | Score             |
| ---------- | -------------------------------------------------------------------------------- | ----------------------------------------- | ------------------------------------------- | ----------------- |
| 2 janvier  | Challenger BNP Paribas de Nouvelle-Calédonie Nouméa 75 000 $ +H – Dur – Tableaux | Adrian Mannarino                          | Nikola Milojević                            | 6-3, 7-5          |
| 2 janvier  | Challenger BNP Paribas de Nouvelle-Calédonie Nouméa 75 000 $ +H – Dur – Tableaux | Quentin Halys Tristan Lamasine            | Adrián Menéndez-Maceiras Stefano Napolitano | 7-69, 6-1         |
| 2 janvier  | City of Onkaparinga ATP Challenger Happy Valley 75 000 $ – Dur – Tableaux        | Peter Gojowczyk                           | Omar Jasika                                 | 6-3, 6-1          |
| 2 janvier  | City of Onkaparinga ATP Challenger Happy Valley 75 000 $ – Dur – Tableaux        | Hans Podlipnik-Castillo Max Schnur        | Steven de Waard Marc Polmans                | 7-65, 4-6, [10-6] |
| 2 janvier  | Wind Energy Holding Bangkok Open I Bangkok 50 000 $ +H – Dur – Tableaux          | Janko Tipsarević                          | Blaž Kavčič                                 | 6-3, 7-61         |
| 2 janvier  | Wind Energy Holding Bangkok Open I Bangkok 50 000 $ +H – Dur – Tableaux          | Grégoire Barrère Jonathan Eysseric        | Yuichi Sugita Wu Di                         | 6-3, 6-2          |
| 9 janvier  | East Hotel Canberra Challenger Canberra 75 000 $ – Dur – Tableaux                | Dudi Sela                                 | Jan-Lennard Struff                          | 3-6, 6-4, 6-3     |
| 9 janvier  | East Hotel Canberra Challenger Canberra 75 000 $ – Dur – Tableaux                | Andre Begemann Jan-Lennard Struff         | Carlos Berlocq Andrés Molteni               | 6-3, 6-4          |
| 9 janvier  | Wind Energy Holding Bangkok Open II Bangkok 50 000 $ +H – Dur – Tableaux         | Janko Tipsarević                          | Zhe Li                                      | 6-2, 6-3          |
| 9 janvier  | Wind Energy Holding Bangkok Open II Bangkok 50 000 $ +H – Dur – Tableaux         | Sanchai Ratiwatana Sonchat Ratiwatana     | Sadio Doumbia Fabien Reboul                 | 7-64, 7-5         |
| 16 janvier | Koblenz Open Coblence 43 000 € +H – Dur (int.) – Tableaux                        | Ruben Bemelmans                           | Nils Langer                                 | 6-4, 3-6, 7-60    |
| 16 janvier | Koblenz Open Coblence 43 000 € +H – Dur (int.) – Tableaux                        | Hans Podlipnik-Castillo Andrei Vasilevski | Roman Jebavý Lukáš Rosol                    | 7-5, 3-6, [16-14] |
| 23 janvier | Open de Rennes Rennes 85 000 € +H – Dur (int.) – Tableaux                        | Uladzimir Ignatik                         | Andrey Rublev                               | 6-7, 6-3, 7-65    |
| 23 janvier | Open de Rennes Rennes 85 000 € +H – Dur (int.) – Tableaux                        | Evgeny Donskoy Mikhail Elgin              | Julian Knowle Jonathan Marray               | 6-4, 3-6, [11-9]  |
| 23 janvier | SportMaster Tennis Championships of Maui Maui 75 000 $ – Dur – Tableaux          | Chung Hyeon                               | Taro Daniel                                 | 7-63, 6-1         |
| 23 janvier | SportMaster Tennis Championships of Maui Maui 75 000 $ – Dur – Tableaux          | Austin Krajicek Jackson Withrow           | Bradley Klahn Tennys Sandgren               | 6-4, 6-3          |
| 30 janvier | RBC Tennis Championships of Dallas Dallas 125 000 $ – Dur (int.) – Tableaux      | Ryan Harrison                             | Taylor Fritz                                | 6-3, 6-3          |
| 30 janvier | RBC Tennis Championships of Dallas Dallas 125 000 $ – Dur (int.) – Tableaux      | David O'Hare Joe Salisbury                | Jeevan Nedunchezhiyan Christopher Rungkat   | 6-7, 6-3, [11-9]  |
| 30 janvier | Caterpillar Burnie International Burnie 75 000 $ – Dur – Tableaux                | Omar Jasika                               | Blake Mott                                  | 6-2, 6-2          |
| 30 janvier | Caterpillar Burnie International Burnie 75 000 $ – Dur – Tableaux                | Brydan Klein Dane Propoggia               | Steven de Waard Luke Saville                | 6-3, 6-4          |
| 30 janvier | Open BNP Paribas Banque de Bretagne Quimper 43 000 € +H – Dur (int.) – Tableaux  | Adrian Mannarino                          | Peter Gojowczyk                             | 6-4, 6-4          |
| 30 janvier | Open BNP Paribas Banque de Bretagne Quimper 43 000 € +H – Dur (int.) – Tableaux  | Mikhail Elgin Igor Zelenay                | Ken Skupski Neal Skupski                    | 2-6, 7-5, [10-5]  |

### Février
| Date       | Tournoi                                                                           | Vainqueurs                            | Finalistes                               | Score              |
| ---------- | --------------------------------------------------------------------------------- | ------------------------------------- | ---------------------------------------- | ------------------ |
| 6 février  | Kunal Patel San Francisco Open San Francisco 100 000 $ – Dur (int.) – Tableaux    | Zhang Ze                              | Vasek Pospisil                           | 7-5, 3-6, 6-2      |
| 6 février  | Kunal Patel San Francisco Open San Francisco 100 000 $ – Dur (int.) – Tableaux    | Matt Reid John-Patrick Smith          | Gong Maoxin Zhang Ze                     | 64-7, 7-5, [10-7]  |
| 6 février  | NSFP Launceston International Launceston 75 000 $ – Dur – Tableaux                | Noah Rubin                            | Mitchell Krueger                         | 6-0, 6-1           |
| 6 février  | NSFP Launceston International Launceston 75 000 $ – Dur – Tableaux                | Bradley Mousley Luke Saville          | Alex Bolt Andrew Whittington             | 6-2, 6-1           |
| 6 février  | Hungarian Challenger Open Budapest 64 000 € – Dur (int.) – Tableaux               | Jürgen Melzer                         | Márton Fucsovics                         | 7-66, 6-2          |
| 6 février  | Hungarian Challenger Open Budapest 64 000 € – Dur (int.) – Tableaux               | Dino Marcan Tristan-Samuel Weissborn  | Blaž Kavčič Franko Škugor                | 6-3, 3-6, [16-14]  |
| 13 février | Tempe Challenger Tempe 75 000 $ – Dur – Tableaux                                  | Tennys Sandgren                       | Nikola Milojević                         | 4-6, 6-0, 6-3      |
| 13 février | Tempe Challenger Tempe 75 000 $ – Dur – Tableaux                                  | Walter Trusendi Matteo Viola          | Marcelo Arévalo José Hernández-Fernández | 5-7, 6-2, [12-10]  |
| 13 février | Challenger La Manche Cherbourg 43 000 € +H – Dur (int.) – Tableaux                | Mathias Bourgue                       | Maximilian Marterer                      | 6-3, 7-63          |
| 13 février | Challenger La Manche Cherbourg 43 000 € +H – Dur (int.) – Tableaux                | Roman Jebavý Igor Zelenay             | Dino Marcan Tristan-Samuel Weissborn     | 7-64, 64-7, [10-6] |
| 20 février | Trofeo Perrel - FAIP Bergame 64 000 € +H – Dur (int.) – Tableaux                  | Jerzy Janowicz                        | Quentin Halys                            | 6-4, 6-4           |
| 20 février | Trofeo Perrel - FAIP Bergame 64 000 € +H – Dur (int.) – Tableaux                  | Julian Knowle Adil Shamasdin          | Dino Marcan Tristan-Samuel Weissborn     | 6-3, 6-3           |
| 20 février | Shimadzu All Japan Indoor Championships Kyoto 50 000 $ +H – Dur (int.) – Tableaux | Yasutaka Uchiyama                     | Blaž Kavčič                              | 6-3, 6-4           |
| 20 février | Shimadzu All Japan Indoor Championships Kyoto 50 000 $ +H – Dur (int.) – Tableaux | Sanchai Ratiwatana Sonchat Ratiwatana | Ruben Bemelmans Joris De Loore           | 4-6, 6-4, [10-7]   |
| 20 février | Morelos Open Cuernavaca 50 000 $ +H – Dur – Tableaux                              | Alexander Bublik                      | Nicolás Jarry                            | 7-65, 6-4          |
| 20 février | Morelos Open Cuernavaca 50 000 $ +H – Dur – Tableaux                              | Austin Krajicek Jackson Withrow       | Kevin King Dean O'Brien                  | 64-7, 7-65, [11-9] |
| 27 février | Wrocław Open Wrocław 85 000 € +H – Dur (int.) – Tableaux                          | Jürgen Melzer                         | Michał Przysiężny                        | 6-4, 6-3           |
| 27 février | Wrocław Open Wrocław 85 000 € +H – Dur (int.) – Tableaux                          | Adil Shamasdin Andrei Vasilevski      | Mikhail Elgin Denys Molchanov            | 6-3, 3-6, [21-19]  |
| 27 février | Keio Challenger Yokohama 50 000 $ +H – Dur – Tableaux                             | Yuichi Sugita                         | Kwon Soon-woo                            | 6-4, 2-6, 7-62     |
| 27 février | Keio Challenger Yokohama 50 000 $ +H – Dur – Tableaux                             | Marin Draganja Tomislav Draganja      | Joris De Loore Luke Saville              | 4-6, 6-3, [10-4]   |

### Mars
| Date    | Tournoi                                                                                     | Vainqueurs                               | Finalistes                           | Score             |
| ------- | ------------------------------------------------------------------------------------------- | ---------------------------------------- | ------------------------------------ | ----------------- |
| 6 mars  | Cachantún Cup Santiago 50 000 $ +H – Terre battue – Tableaux                                | Rogério Dutra Silva                      | Nicolás Jarry                        | 7-5, 6-3          |
| 6 mars  | Cachantún Cup Santiago 50 000 $ +H – Terre battue – Tableaux                                | Marcelo Tomás Barrios Vera Nicolás Jarry | Máximo González Andrés Molteni       | 6-4, 6-3          |
| 6 mars  | Zhuhai Open Zhuhai 50 000 $ +H – Dur – Tableaux                                             | Evgeny Donskoy                           | Thomas Fabbiano                      | 6-3, 6-4          |
| 6 mars  | Zhuhai Open Zhuhai 50 000 $ +H – Dur – Tableaux                                             | Gong Maoxin Zhang Ze                     | Ruan Roelofse Yi Chu-huan            | 6-3, 7-64         |
| 13 mars | BMW of Dallas Irving Tennis Classic Irving 150 000 $ +H – Dur – Tableaux                    | Aljaž Bedene                             | Mikhail Kukushkin                    | 6-4, 3-6, 6-1     |
| 13 mars | BMW of Dallas Irving Tennis Classic Irving 150 000 $ +H – Dur – Tableaux                    | Marcus Daniell Marcelo Demoliner         | Oliver Marach Fabrice Martin         | 6-3, 6-4          |
| 13 mars | Pingshan Open Shenzhen 75 000 $ +H – Dur – Tableaux                                         | Yuichi Sugita                            | Blaž Kavčič                          | 7-66, 6-4         |
| 13 mars | Pingshan Open Shenzhen 75 000 $ +H – Dur – Tableaux                                         | Sanchai Ratiwatana Sonchat Ratiwatana    | Hsieh Cheng-peng Christopher Rungkat | 6-2, 65-7, [10-6] |
| 13 mars | Challenger Banque Nationale de Drummondville Drummondville 75 000 $ – Dur (int.) – Tableaux | Denis Shapovalov                         | Ruben Bemelmans                      | 6-3, 6-2          |
| 13 mars | Challenger Banque Nationale de Drummondville Drummondville 75 000 $ – Dur (int.) – Tableaux | Sam Groth Adil Shamasdin                 | Matt Reid John-Patrick Smith         | 6-3, 2-6, [10-8]  |
| 13 mars | Copa Ciudad de Tigre Tigre 50 000 $ +H – Dur – Tableaux                                     | Taro Daniel                              | Leonardo Mayer                       | 5-7, 6-3, 6-4     |
| 13 mars | Copa Ciudad de Tigre Tigre 50 000 $ +H – Dur – Tableaux                                     | Máximo González Andrés Molteni           | Guido Andreozzi Guillermo Durán      | 6-1, 66-7, [10-5] |
| 20 mars | Jalisco Open by Aeroméxico Guadalajara 50 000 $ +H – Dur – Tableaux                         | Mirza Bašić                              | Denis Shapovalov                     | 6-4, 6-4          |
| 20 mars | Jalisco Open by Aeroméxico Guadalajara 50 000 $ +H – Dur – Tableaux                         | Santiago González Artem Sitak            | Luke Saville John-Patrick Smith      | 6-3, 1-6, [10-5]  |
| 20 mars | South Asia Cup Quanzhou 50 000 $ +H – Dur – Tableaux                                        | Thomas Fabbiano                          | Matteo Berrettini                    | 7-65, 7-67        |
| 20 mars | South Asia Cup Quanzhou 50 000 $ +H – Dur – Tableaux                                        | Hsieh Cheng-peng Peng Hsien-yin          | Andre Begemann Aliaksandr Bury       | 3-6, 6-4, [10-7]  |
| 27 mars | Torneo Internacional Challenger León León 75 000 $ +H – Dur – Tableaux                      | Adrián Menéndez-Maceiras                 | Roberto Quiroz                       | 6-4, 3-6, 6-3     |
| 27 mars | Torneo Internacional Challenger León León 75 000 $ +H – Dur – Tableaux                      | Leander Paes Adil Shamasdin              | Luca Margaroli Caio Zampieri         | 6-1, 6-4          |
| 27 mars | Open Harmonie Mutuelle Saint-Brieuc 43 000 € +H – Dur (int.) – Tableaux                     | Egor Gerasimov                           | Tobias Kamke                         | 7-63, 7-65        |
| 27 mars | Open Harmonie Mutuelle Saint-Brieuc 43 000 € +H – Dur (int.) – Tableaux                     | Andre Begemann Frederik Nielsen          | David O'Hare Joe Salisbury           | 6-3, 6-4          |

### Avril
| Date     | Tournoi                                                                                      | Vainqueurs                           | Finalistes                                 | Score             |
| -------- | -------------------------------------------------------------------------------------------- | ------------------------------------ | ------------------------------------------ | ----------------- |
| 3 avril  | Verrazzano Open Sophia Antipolis 64 000 € +H – Terre battue – Tableaux                       | Aljaž Bedene                         | Benoît Paire                               | 6-2, 6-2          |
| 3 avril  | Verrazzano Open Sophia Antipolis 64 000 € +H – Terre battue – Tableaux                       | Tristan Lamasine Franko Škugor       | Uladzimir Ignatik Jozef Kovalík            | 6-2, 6-2          |
| 3 avril  | Visit Panamá Cup Panama 50 000 $ +H – Terre battue – Tableaux                                | Rogério Dutra Silva                  | Pedja Krstin                               | 6-2, 6-4          |
| 3 avril  | Visit Panamá Cup Panama 50 000 $ +H – Terre battue – Tableaux                                | Sergio Galdós Caio Zampieri          | Kevin Krawietz Adrián Menéndez-Maceiras    | 1-6, 7-65, [10-7] |
| 10 avril | San Luis Open Challenger San Luis Potosí 50 000 $ +H – Terre battue – Tableaux               | Andrej Martin                        | Adrián Menéndez-Maceiras                   | 7-5, 6-4          |
| 10 avril | San Luis Open Challenger San Luis Potosí 50 000 $ +H – Terre battue – Tableaux               | Roberto Quiroz Caio Zampieri         | Hans Hach Verdugo Adrián Menéndez-Maceiras | 6-4, 6-2          |
| 10 avril | Open Citta' della Disfida Barletta 43 000 € +H – Terre battue – Tableaux                     | Aljaž Bedene                         | Gastão Elias                               | 7-64, 6-3         |
| 10 avril | Open Citta' della Disfida Barletta 43 000 € +H – Terre battue – Tableaux                     | Marco Cecchinato Matteo Donati       | Marin Draganja Tomislav Draganja           | 6-3, 6-4          |
| 17 avril | Santaizi Challenger Taipei 125 000 $ +H – Moquette (int.) – Tableaux                         | Lu Yen-hsun                          | Tatsuma Ito                                | 6-1, 7-64         |
| 17 avril | Santaizi Challenger Taipei 125 000 $ +H – Moquette (int.) – Tableaux                         | Marco Chiudinelli Franko Škugor      | Sanchai Ratiwatana Sonchat Ratiwatana      | 4-6, 6-2, [10-5]  |
| 17 avril | China International Challenger Qingdao Qingdao 125 000 $ – Terre battue – Tableaux           | Janko Tipsarević                     | Oscar Otte                                 | 6-3, 7-69         |
| 17 avril | China International Challenger Qingdao Qingdao 125 000 $ – Terre battue – Tableaux           | Gero Kretschmer Alexander Satschko   | Andreas Mies Oscar Otte                    | 2-6, 7-66, [10-3] |
| 17 avril | Elizabeth Moore Sarasota Open Bradenton 100 000 $ – Terre battue – Tableaux                  | Frances Tiafoe                       | Tennys Sandgren                            | 6-3, 6-4          |
| 17 avril | Elizabeth Moore Sarasota Open Bradenton 100 000 $ – Terre battue – Tableaux                  | Scott Lipsky Jürgen Melzer           | Stefan Kozlov Peter Polansky               | 6-2, 6-4          |
| 24 avril | Kunming Challenger Anning 150 000 $ +H – Terre battue – Tableaux                             | Janko Tipsarević                     | Quentin Halys                              | 65-7, 6-3, 6-4    |
| 24 avril | Kunming Challenger Anning 150 000 $ +H – Terre battue – Tableaux                             | Dino Marcan Tristan-Samuel Weissborn | Steven de Waard Blaž Kavčič                | 5-7, 6-3, [10-7]  |
| 24 avril | USTA Tallahassee Tennis Challenger Tallahassee 75 000 $ – Terre battue – Tableaux            | Blaž Rola                            | Ramkumar Ramanathan                        | 6-2, 66-7, 7-5    |
| 24 avril | USTA Tallahassee Tennis Challenger Tallahassee 75 000 $ – Terre battue – Tableaux            | Scott Lipsky Leander Paes            | Máximo González Leonardo Mayer             | 4-6, 7-65, [10-7] |
| 24 avril | Internazionali di Tennis d'Abruzzo Francavilla al Mare 43 000 € +H – Terre battue – Tableaux | Pedro Sousa                          | Alessandro Giannessi                       | 6-3, 7-63         |
| 24 avril | Internazionali di Tennis d'Abruzzo Francavilla al Mare 43 000 € +H – Terre battue – Tableaux | Julian Knowle Igor Zelenay           | Rameez Junaid Kevin Krawietz               | 2-6, 6-2, [10-7]  |

### Mai
| Date    | Tournoi                                                                                 | Vainqueurs                                | Finalistes                              | Score              |
| ------- | --------------------------------------------------------------------------------------- | ----------------------------------------- | --------------------------------------- | ------------------ |
| 1er mai | Prosperita Open Ostrava 64 000 € +H – Terre battue – Tableaux                           | Stefano Travaglia                         | Marco Cecchinato                        | 6-2, 3-6, 6-4      |
| 1er mai | Prosperita Open Ostrava 64 000 € +H – Terre battue – Tableaux                           | Jeevan Nedunchezhiyan Franko Škugor       | Rameez Junaid Lukáš Rosol               | 6-3, 6-2           |
| 1er mai | St. Joseph's/Candler Savannah Challenger Savannah 75 000 $ – Terre battue – Tableaux    | Tennys Sandgren                           | João Pedro Sorgi                        | 6-4, 6-3           |
| 1er mai | St. Joseph's/Candler Savannah Challenger Savannah 75 000 $ – Terre battue – Tableaux    | Peter Polansky Neal Skupski               | Luke Bambridge Mitchell Krueger         | 4-6, 6-3, [10-1]   |
| 1er mai | Gimcheon Open Challenger Gimcheon 50 000 $ +H – Dur – Tableaux                          | Thomas Fabbiano                           | Teymuraz Gabashvili                     | 7-5, 6-1           |
| 1er mai | Gimcheon Open Challenger Gimcheon 50 000 $ +H – Dur – Tableaux                          | Marco Chiudinelli Teymuraz Gabashvili     | Ruan Roelofse Yi Chu-huan               | 6-1, 6-3           |
| 8 mai   | Open du Pays d'Aix Aix-en-Provence 127 000 € +H – Terre battue – Tableaux               | Frances Tiafoe                            | Jérémy Chardy                           | 6-3, 4-6, 7-65     |
| 8 mai   | Open du Pays d'Aix Aix-en-Provence 127 000 € +H – Terre battue – Tableaux               | Wesley Koolhof Matwé Middelkoop           | Andre Begemann Jérémy Chardy            | 2-6, 6-4, [16-14]  |
| 8 mai   | Fila Seoul Open Séoul 100 000 $ +H – Dur – Tableaux                                     | Thomas Fabbiano                           | Kwon Soon-woo                           | 1-6, 6-4, 6-3      |
| 8 mai   | Fila Seoul Open Séoul 100 000 $ +H – Dur – Tableaux                                     | Hsieh Cheng-peng Peng Hsien-yin           | Thomas Fabbiano Dudi Sela               | 5-1 ab.            |
| 8 mai   | Roma Garden Open Rome 64 000 € +H – Terre battue – Tableaux                             | Marco Cecchinato                          | Jozef Kovalík                           | 6-4, 6-4           |
| 8 mai   | Roma Garden Open Rome 64 000 € +H – Terre battue – Tableaux                             | Andreas Mies Oscar Otte                   | Kimmer Coppejans Márton Fucsovics       | 4-6, 7-612, [10-8] |
| 8 mai   | Karshi Challenger Karchi 75 000 $ +H – Dur – Tableaux                                   | Egor Gerasimov                            | Cem İlkel                               | 6-3, 7-64          |
| 8 mai   | Karshi Challenger Karchi 75 000 $ +H – Dur – Tableaux                                   | Denys Molchanov Serhiy Stakhovsky         | Kevin Krawietz Adrián Menéndez-Maceiras | 6-4, 7-67          |
| 15 mai  | Busan Open Challenger Busan 150 000 $ +H – Dur – Tableaux                               | Vasek Pospisil                            | Go Soeda                                | 6-1, 6-2           |
| 15 mai  | Busan Open Challenger Busan 150 000 $ +H – Dur – Tableaux                               | Hsieh Cheng-peng Peng Hsien-yin           | Sanchai Ratiwatana Sonchat Ratiwatana   | 7-5, 4-6, [10-8]   |
| 15 mai  | BNP Paribas Primrose Bordeaux Bordeaux 106 000 € +H – Terre battue – Tableaux           | Steve Darcis                              | Rogério Dutra Silva                     | 7-62, 4-6, 7-5     |
| 15 mai  | BNP Paribas Primrose Bordeaux Bordeaux 106 000 € +H – Terre battue – Tableaux           | Purav Raja Divij Sharan                   | Santiago González Artem Sitak           | 6-4, 6-4           |
| 15 mai  | Neckarcup Heilbronn 64 000 € +H – Terre battue (int.) – Tableaux                        | Filip Krajinović                          | Norbert Gombos                          | 6-3, 6-2           |
| 15 mai  | Neckarcup Heilbronn 64 000 € +H – Terre battue (int.) – Tableaux                        | Roman Jebavý Antonio Šančić               | Adil Shamasdin Igor Zelenay             | 6-4, 6-1           |
| 15 mai  | Samarkand Challenger Samarcande 75 000 $ +H – Terre battue – Tableaux                   | Adrián Menéndez-Maceiras                  | Aldin Šetkić                            | 6-4, 6-2           |
| 15 mai  | Samarkand Challenger Samarcande 75 000 $ +H – Terre battue – Tableaux                   | Laurynas Grigelis Zdeněk Kolář            | Prajnesh Gunneswaran Vishnu Vardhan     | 7-62, 6-3          |
| 22 mai  | XV Venice Challenge Save Cup Mestre 43 000 € +H – Terre battue – Tableaux               | João Domingues                            | Sebastian Ofner                         | 7-64, 6-2          |
| 22 mai  | XV Venice Challenge Save Cup Mestre 43 000 € +H – Terre battue – Tableaux               | Ken Skupski Neal Skupski                  | Julian Knowle Igor Zelenay              | 5-7, 6-4, [10-5]   |
| 22 mai  | Shymkent Challenger Chimkent 50 000 $ +H – Terre battue – Tableaux                      | Ričardas Berankis                         | Yannick Hanfmann                        | 6-3, 6-2           |
| 22 mai  | Shymkent Challenger Chimkent 50 000 $ +H – Terre battue – Tableaux                      | Hans Podlipnik-Castillo Andrei Vasilevski | Clément Geens Juan Pablo Paz            | 6-4, 6-2           |
| 29 mai  | Internazionali di tennis Citta di Vicenza Vicence 43 000 € +H – Terre battue – Tableaux | Márton Fucsovics                          | Laslo Djere                             | 4-6, 7-67, 6-2     |
| 29 mai  | Internazionali di tennis Citta di Vicenza Vicence 43 000 € +H – Terre battue – Tableaux | Gero Kretschmer Alexander Satschko        | Sekou Bangoura Tristan-Samuel Weissborn | 6-4, 7-64          |

### Juin
| Date    | Tournoi                                                                         | Vainqueurs                          | Finalistes                              | Score               |
| ------- | ------------------------------------------------------------------------------- | ----------------------------------- | --------------------------------------- | ------------------- |
| 5 juin  | UniCredit Czech Open Prostějov 127 000 € +H – Terre battue – Tableaux           | Jiří Veselý                         | Federico Delbonis                       | 5-7, 6-1, 7-5       |
| 5 juin  | UniCredit Czech Open Prostějov 127 000 € +H – Terre battue – Tableaux           | Guillermo Durán Andrés Molteni      | Roman Jebavý Hans Podlipnik-Castillo    | 7-65, 65-7, [10-6]  |
| 5 juin  | Aegon Surbiton Trophy Surbiton 127 000 € – Gazon – Tableaux                     | Yuichi Sugita                       | Jordan Thompson                         | 7-67, 7-68          |
| 5 juin  | Aegon Surbiton Trophy Surbiton 127 000 € – Gazon – Tableaux                     | Marcus Daniell Aisam-Ul-Haq Qureshi | Treat Conrad Huey Denis Kudla           | 6-3, 7-60           |
| 12 juin | Citta di Caltanissetta Caltanissetta 127 000 € +H – Terre battue – Tableaux     | Paolo Lorenzi                       | Alessandro Giannessi                    | 6-4, 6-2            |
| 12 juin | Citta di Caltanissetta Caltanissetta 127 000 € +H – Terre battue – Tableaux     | James Cerretani Max Schnur          | Denys Molchanov Franko Škugor           | 6-3, 3-6, [10-6]    |
| 12 juin | Aegon Nottingham Trophy Nottingham 127 000 € +H – Gazon – Tableaux              | Dudi Sela                           | Thomas Fabbiano                         | 4-6, 6-4, 6-3       |
| 12 juin | Aegon Nottingham Trophy Nottingham 127 000 € +H – Gazon – Tableaux              | Ken Skupski Neal Skupski            | Matt Reid John-Patrick Smith            | 7-61, 2-6, [10-7]   |
| 12 juin | Open Sopra-Steria de Lyon Lyon 64 000 € +H – Terre battue – Tableaux            | Félix Auger-Aliassime               | Mathias Bourgue                         | 6-4, 6-1            |
| 12 juin | Open Sopra-Steria de Lyon Lyon 64 000 € +H – Terre battue – Tableaux            | Sander Gillé Joran Vliegen          | Gero Kretschmer Alexander Satschko      | 62-7, 7-62, [14-12] |
| 12 juin | Lisboa Belem Open Lisbonne 43 000 € +H – Terre battue – Tableaux                | Oscar Otte                          | Taro Daniel                             | 4-6, 6-1, 6-3       |
| 12 juin | Lisboa Belem Open Lisbonne 43 000 € +H – Terre battue – Tableaux                | Ruan Roelofse Christopher Rungkat   | Frederico Gil Gonçalo Oliveira          | 7-67, 6-1           |
| 19 juin | Aegon Ilkley Trophy Ilkley 127 000 € – Gazon – Tableaux                         | Márton Fucsovics                    | Alex Bolt                               | 6-1, 6-4            |
| 19 juin | Aegon Ilkley Trophy Ilkley 127 000 € – Gazon – Tableaux                         | Leander Paes Adil Shamasdin         | Brydan Klein Joe Salisbury              | 2-6, 6-2, [10-8]    |
| 19 juin | Poprad-Tatry Challenger Poprad 64 000 € +H – Terre battue – Tableaux            | Cedrik-Marcel Stebe                 | Laslo Djere                             | 6-0, 6-3            |
| 19 juin | Poprad-Tatry Challenger Poprad 64 000 € +H – Terre battue – Tableaux            | Mateusz Kowalczyk Andreas Mies      | Luca Margaroli Tristan-Samuel Weissborn | 6-3, 7-63           |
| 19 juin | Fergana Challenger Ferghana 75 000 $ +H – Dur – Tableaux                        | Ilya Ivashka                        | Nikola Milojević                        | 6-4, 6-3            |
| 19 juin | Fergana Challenger Ferghana 75 000 $ +H – Dur – Tableaux                        | N. Sriram Balaji Vishnu Vardhan     | Yuya Kibi Shuichi Sekiguchi             | 6-3, 6-3            |
| 19 juin | Internationaux de tennis de Blois Blois 43 000 € +H – Terre battue – Tableaux   | Damir Džumhur                       | Calvin Hemery                           | 6-1, 6-3            |
| 19 juin | Internationaux de tennis de Blois Blois 43 000 € +H – Terre battue – Tableaux   | Sander Gillé Joran Vliegen          | Máximo González Fabrício Neis           | 3-6, 6-3, [10-7]    |
| 19 juin | Internazionali Di Tennis Dell Umbria Todi 43 000 € +H – Terre battue – Tableaux | Federico Delbonis                   | Marco Cecchinato                        | 7-5, 6-1            |
| 19 juin | Internazionali Di Tennis Dell Umbria Todi 43 000 € +H – Terre battue – Tableaux | Steven de Waard Ben McLachlan       | Marin Draganja Tomislav Draganja        | 67-7, 6-4, [10-7]   |
| 26 juin | Aspria Tennis Cup - Trofeo BCS Milan 43 000 € +H – Terre battue – Tableaux      | Guido Pella                         | Federico Delbonis                       | 6-2, 2-1 ab.        |
| 26 juin | Aspria Tennis Cup - Trofeo BCS Milan 43 000 € +H – Terre battue – Tableaux      | Tomasz Bednarek David Pel           | Filippo Baldi Omar Giacalone            | 6-1, 6-1            |

### Juillet
| Date       | Tournoi                                                                                  | Vainqueurs                                 | Finalistes                                 | Score              |
| ---------- | ---------------------------------------------------------------------------------------- | ------------------------------------------ | ------------------------------------------ | ------------------ |
| 3 juillet  | Marburg Open Marbourg 43 000 € +H – Terre battue – Tableaux                              | Filip Krajinović                           | Cedrik-Marcel Stebe                        | 6-2, 6-3           |
| 3 juillet  | Marburg Open Marbourg 43 000 € +H – Terre battue – Tableaux                              | Máximo González Fabrício Neis              | Rameez Junaid Ruan Roelofse                | 6-3, 7-64          |
| 3 juillet  | Guzzini Challenger Recanati 43 000 € +H – Dur – Tableaux                                 | Viktor Galović                             | Mirza Bašić                                | 7-63, 6-4          |
| 3 juillet  | Guzzini Challenger Recanati 43 000 € +H – Dur – Tableaux                                 | Jonathan Eysseric Quentin Halys            | Julian Ocleppo Andrea Vavassori            | 63-7, 6-4, [12-10] |
| 10 juillet | Sparkassen Open Brunswick 127 000 € +H – Terre battue – Tableaux                         | Nicola Kuhn                                | Viktor Galović                             | 2-6, 7-5, 4-2 ab.  |
| 10 juillet | Sparkassen Open Brunswick 127 000 € +H – Terre battue – Tableaux                         | Julian Knowle Igor Zelenay                 | Kevin Krawietz Gero Kretschmer             | 6-3, 7-63          |
| 10 juillet | Nielsen Pro Tennis Championship Winnetka 75 000 $ – Dur – Tableaux                       | Akira Santillan                            | Ramkumar Ramanathan                        | 7-61, 6-2          |
| 10 juillet | Nielsen Pro Tennis Championship Winnetka 75 000 $ – Dur – Tableaux                       | Sanchai Ratiwatana Christopher Rungkat     | Kevin King Bradley Klahn                   | 7-64, 6-2          |
| 10 juillet | Winnipeg National Bank Challenger Winnipeg 75 000 $ – Dur – Tableaux                     | Blaž Kavčič                                | Peter Polansky                             | 7-5, 3-6, 7-5      |
| 10 juillet | Winnipeg National Bank Challenger Winnipeg 75 000 $ – Dur – Tableaux                     | Luke Bambridge David O'Hare                | Yusuke Takahashi Renta Tokuda              | 6-2, 6-2           |
| 10 juillet | Båstad Challenger Båstad 43 000 € +H – Terre battue – Tableaux                           | Dušan Lajović                              | Leonardo Mayer                             | 6-2, 7-64          |
| 10 juillet | Båstad Challenger Båstad 43 000 € +H – Terre battue – Tableaux                           | Tuna Altuna Václav Šafránek                | N. Sriram Balaji N. Vijay Sundar Prashanth | 6-1, 6-4           |
| 10 juillet | Blu Panorama Airlines Tennis Cup Pérouse 43 000 € +H – Terre battue – Tableaux           | Laslo Djere                                | Daniel Muñoz de la Nava                    | 7-62, 6-4          |
| 10 juillet | Blu Panorama Airlines Tennis Cup Pérouse 43 000 € +H – Terre battue – Tableaux           | Salvatore Caruso Jonathan Eysseric         | Nicolás Kicker Fabrício Neis               | 6-3, 6-3           |
| 10 juillet | Claro Open Medellín 50 000 $ +H – Terre battue – Tableaux                                | Nicolás Jarry                              | João Souza                                 | 6-1, 3-6, 7-60     |
| 10 juillet | Claro Open Medellín 50 000 $ +H – Terre battue – Tableaux                                | Darian King Miguel Ángel Reyes-Varela      | Nicolás Jarry Roberto Quiroz               | 6-4, 6-4           |
| 17 juillet | President's Cup Astana 125 000 $ – Dur – Tableaux                                        | Egor Gerasimov                             | Mikhail Kukushkin                          | 7-69, 4-6, 6-4     |
| 17 juillet | President's Cup Astana 125 000 $ – Dur – Tableaux                                        | Toshihide Matsui Vishnu Vardhan            | Evgeny Karlovskiy Evgeny Tyurnev           | 7-63, 65-7, [10-7] |
| 17 juillet | Poznań Open Poznań 64 000 € +H – Terre battue – Tableaux                                 | Alexey Vatutin                             | Guido Andreozzi                            | 2-6, 7-610, 6-3    |
| 17 juillet | Poznań Open Poznań 64 000 € +H – Terre battue – Tableaux                                 | Guido Andreozzi Jaume Munar                | Tomasz Bednarek Gonçalo Oliveira           | 64-7, 6-3, [10-4]  |
| 17 juillet | San Benedetto Tennis Cup San Benedetto del Tronto 64 000 € +H – Terre battue – Tableaux  | Matteo Berrettini                          | Laslo Djere                                | 6-3, 6-4           |
| 17 juillet | San Benedetto Tennis Cup San Benedetto del Tronto 64 000 € +H – Terre battue – Tableaux  | Carlos Taberner Pol Toledo Bagué           | Flavio Cipolla Adrian Ungur                | 7-5, 6-4           |
| 17 juillet | The Hague Open Scheveningen 64 000 € +H – Terre battue – Tableaux                        | Guillermo García-López                     | Ruben Bemelmans                            | 6-1, 63-7, 6-2     |
| 17 juillet | The Hague Open Scheveningen 64 000 € +H – Terre battue – Tableaux                        | Sander Gillé Joran Vliegen                 | Jozef Kovalík Stéfanos Tsitsipás           | 6-2, 4-6, [12-10]  |
| 17 juillet | Challenger Banque Nationale de Gatineau Gatineau 75 000 $ – Dur – Tableaux               | Denis Shapovalov                           | Peter Polansky                             | 6-1, 3-6, 6-3      |
| 17 juillet | Challenger Banque Nationale de Gatineau Gatineau 75 000 $ – Dur – Tableaux               | Bradley Klahn Jackson Withrow              | Hans Hach Verdugo Vincent Millot           | 6-2, 6-3           |
| 24 juillet | Challenger Banque Nationale de Granby Granby 100 000 $ – Dur – Tableaux                  | Blaž Kavčič                                | Peter Polansky                             | 6-3, 2-6, 7-5      |
| 24 juillet | Challenger Banque Nationale de Granby Granby 100 000 $ – Dur – Tableaux                  | Joe Salisbury Jackson Withrow              | Marcel Felder Go Soeda                     | 4-6, 6-3, [10-6]   |
| 24 juillet | Levene Gouldin & Thompson Tennis Challenger Binghamton 75 000 $ – Dur – Tableaux         | Cameron Norrie                             | Jordan Thompson                            | 6-4, 0-6, 6-4      |
| 24 juillet | Levene Gouldin & Thompson Tennis Challenger Binghamton 75 000 $ – Dur – Tableaux         | Denis Kudla Daniel Nguyen                  | Jarryd Chaplin Luke Saville                | 6-3, 7-65          |
| 24 juillet | Internazionali di Tennis di Cortina Cortina d'Ampezzo 64 000 € – Terre battue – Tableaux | Roberto Carballés Baena                    | Gerald Melzer                              | 6-1, 6-0           |
| 24 juillet | Internazionali di Tennis di Cortina Cortina d'Ampezzo 64 000 € – Terre battue – Tableaux | Guido Andreozzi Gerald Melzer              | Steven de Waard Ben McLachlan              | 6-2, 7-64          |
| 24 juillet | Advantage Cars Prague Open by Zenova Prague 43 000 € +H – Terre battue – Tableaux        | Andrej Martin                              | Yannick Maden                              | 7-63, 6-3          |
| 24 juillet | Advantage Cars Prague Open by Zenova Prague 43 000 € +H – Terre battue – Tableaux        | Jan Šátral Tristan-Samuel Weissborn        | Gero Kretschmer Andreas Mies               | 6-3, 5-7, [10-3]   |
| 24 juillet | Aamulehti Tampere Open Tampere 43 000 € +H – Terre battue – Tableaux                     | Calvin Hemery                              | Pedro Sousa                                | 6-3, 6-4           |
| 24 juillet | Aamulehti Tampere Open Tampere 43 000 € +H – Terre battue – Tableaux                     | Sander Gillé Joran Vliegen                 | Lucas Gómez Juan Ignacio Londero           | 6-2, 65-7, [10-3]  |
| 31 juillet | Thindown Challenger Biella Biella 106 000 € +H – Terre battue – Tableaux                 | Filip Krajinović                           | Salvatore Caruso                           | 6-3, 6-2           |
| 31 juillet | Thindown Challenger Biella Biella 106 000 € +H – Terre battue – Tableaux                 | Attila Balázs Fabiano de Paula             | Johan Brunström Dino Marcan                | 5-7, 6-4, [10-4]   |
| 31 juillet | International Challenger Chengdu Chengdu 125 000 $ – Dur – Tableaux                      | Lu Yen-hsun                                | Evgeny Donskoy                             | 6-3, 6-4           |
| 31 juillet | International Challenger Chengdu Chengdu 125 000 $ – Dur – Tableaux                      | N. Sriram Balaji Vishnu Vardhan            | Hsieh Cheng-peng Peng Hsien-yin            | 6-3, 6-4           |
| 31 juillet | Open Castilla y León Ségovie 85 000 € +H – Dur – Tableaux                                | Jaume Munar                                | Alex De Minaur                             | 6-3, 6-4           |
| 31 juillet | Open Castilla y León Ségovie 85 000 € +H – Dur – Tableaux                                | Adrián Menéndez-Maceiras Serhiy Stakhovsky | Roberto Ortega Olmedo David Vega Hernández | 4-6, 6-3, [10-7]   |
| 31 juillet | Kentucky Bank Tennis Championships Lexington 75 000 $ – Dur – Tableaux                   | Michael Mmoh                               | John Millman                               | 4-6, 7-63, 6-3     |
| 31 juillet | Kentucky Bank Tennis Championships Lexington 75 000 $ – Dur – Tableaux                   | Alex Bolt Max Purcell                      | Tom Jomby Eric Quigley                     | 7-5, 6-4           |
| 31 juillet | Svijany Open Liberec 43 000 € +H – Terre battue – Tableaux                               | Pedro Sousa                                | Guilherme Clezar                           | 6-4, 5-7, 6-2      |
| 31 juillet | Svijany Open Liberec 43 000 € +H – Terre battue – Tableaux                               | Laurynas Grigelis Zdeněk Kolář             | Tomasz Bednarek David Pel                  | 6-3, 6-4           |

### Août
| Date    | Tournoi                                                                                             | Vainqueurs                                | Finalistes                          | Score             |
| ------- | --------------------------------------------------------------------------------------------------- | ----------------------------------------- | ----------------------------------- | ----------------- |
| 7 août  | China International Challenger Jinan Jinan 150 000 $ – Dur – Tableaux                               | Lu Yen-hsun                               | Ričardas Berankis                   | 6-3, 6-1          |
| 7 août  | China International Challenger Jinan Jinan 150 000 $ – Dur – Tableaux                               | Hsieh Cheng-peng Peng Hsien-yin           | N. Sriram Balaji Vishnu Vardhan     | 4-6, 6-4, [10-4]  |
| 7 août  | Nordic Naturals Challenger Aptos 100 000 $ – Dur – Tableaux                                         | Alexander Bublik                          | Liam Broady                         | 6-2, 6-3          |
| 7 août  | Nordic Naturals Challenger Aptos 100 000 $ – Dur – Tableaux                                         | Jonathan Erlich Neal Skupski              | Alex Bolt Jordan Thompson           | 6-3, 2-6, [10-8]  |
| 7 août  | Zavarovalnica Sava Slovenia Open Portorož 43 000 € +H – Dur – Tableaux                              | Serhiy Stakhovsky                         | Matteo Berrettini                   | 64-7, 7-66, 6-3   |
| 7 août  | Zavarovalnica Sava Slovenia Open Portorož 43 000 € +H – Dur – Tableaux                              | Hans Podlipnik-Castillo Andrei Vasilevski | Lukáš Rosol Franko Škugor           | 6-3, 7-64         |
| 7 août  | Claro Open Floridablanca 50 000 $ +H – Terre battue – Tableaux                                      | Guido Pella                               | Facundo Argüello                    | 6-2, 6-4          |
| 7 août  | Claro Open Floridablanca 50 000 $ +H – Terre battue – Tableaux                                      | Sergio Galdós Nicolás Jarry               | Sekou Bangoura Evan King            | 6-3, 5-7, [10-1]  |
| 14 août | Milex Open at La Bocha Saint-Domingue 125 000 $ – Terre battue – Tableaux                           | Víctor Estrella Burgos                    | Damir Džumhur                       | 7-64, 6-4         |
| 14 août | Milex Open at La Bocha Saint-Domingue 125 000 $ – Terre battue – Tableaux                           | Juan Ignacio Londero Luis David Martínez  | Daniel Elahi Galán Santiago Giraldo | 6-4, 6-4          |
| 14 août | Odlum Brown VanOpen Vancouver 100 000 $ – Dur – Tableaux                                            | Cedrik-Marcel Stebe                       | Jordan Thompson                     | 6-0, 6-1          |
| 14 août | Odlum Brown VanOpen Vancouver 100 000 $ – Dur – Tableaux                                            | James Cerretani Neal Skupski              | Treat Conrad Huey Robert Lindstedt  | 7-66, 6-2         |
| 14 août | Acqua Dolomia Tennis Cup Cordenons 64 000 € +H – Terre battue – Tableaux                            | Elias Ymer                                | Roberto Carballés Baena             | 6-2, 6-3          |
| 14 août | Acqua Dolomia Tennis Cup Cordenons 64 000 € +H – Terre battue – Tableaux                            | Roman Jebavý Zdeněk Kolář                 | Matwé Middelkoop Igor Zelenay       | 6-2, 6-3          |
| 14 août | Bucher Reisen Tennis Grand Prix Meerbusch 43 000 € +H – Terre battue – Tableaux                     | Ricardo Ojeda Lara                        | Andreas Haider-Maurer               | 6-4, 6-3          |
| 14 août | Bucher Reisen Tennis Grand Prix Meerbusch 43 000 € +H – Terre battue – Tableaux                     | Kevin Krawietz Andreas Mies               | Dustin Brown Antonio Šančić         | 6-1, 7-65         |
| 21 août | Internazionali di tennis Manerbio – Trofeo Dimmidisì Manerbio 43 000 € +H – Terre battue – Tableaux | Roberto Carballés Baena                   | Guillermo García-López              | 6-4, 2-6, 6-2     |
| 21 août | Internazionali di tennis Manerbio – Trofeo Dimmidisì Manerbio 43 000 € +H – Terre battue – Tableaux | Romain Arneodo Hugo Nys                   | Mikhail Elgin Roman Jebavý          | 4-6, 7-63, [10-5] |
| 28 août | Torneo Citta di Como Côme 43 000 € +H – Terre battue – Tableaux                                     | Pedro Sousa                               | Marco Cecchinato                    | 1-6, 6-2, 6-4     |
| 28 août | Torneo Citta di Como Côme 43 000 € +H – Terre battue – Tableaux                                     | Sander Arends Antonio Šančić              | Aliaksandr Bury Kevin Krawietz      | 7-61, 6-2         |
| 28 août | Challenger en Los Andes Quito 50 000 $ +H – Terre battue – Tableaux                                 | Nicolás Jarry                             | Gerald Melzer                       | 6-3, 6-2          |
| 28 août | Challenger en Los Andes Quito 50 000 $ +H – Terre battue – Tableaux                                 | Marcelo Arévalo Miguel Ángel Reyes-Varela | Nicolás Jarry Roberto Quiroz        | 4-6, 6-4, [10-7]  |

### Septembre
| Date         | Tournoi                                                                         | Vainqueurs                                | Finalistes                                | Score              |
| ------------ | ------------------------------------------------------------------------------- | ----------------------------------------- | ----------------------------------------- | ------------------ |
| 4 septembre  | AON Open Challenger Gênes 127 000 € +H – Terre battue – Tableaux                | Stéfanos Tsitsipás                        | Guillermo García-López                    | 7-5, 7-62          |
| 4 septembre  | AON Open Challenger Gênes 127 000 € +H – Terre battue – Tableaux                | Tim Pütz Jan-Lennard Struff               | Guido Andreozzi Ariel Behar               | 7-65, 7-68         |
| 4 septembre  | LV Copa Sevilla Séville 64 000 € +H – Terre battue – Tableaux                   | Félix Auger-Aliassime                     | Íñigo Cervantes                           | 64-7, 6-3, 6-3     |
| 4 septembre  | LV Copa Sevilla Séville 64 000 € +H – Terre battue – Tableaux                   | Pedro Cachín Íñigo Cervantes              | Ivan Gakhov David Vega Hernández          | 7-65, 3-6, [10-5]  |
| 4 septembre  | TEAN International Alphen-sur-le-Rhin 43 000 € +H – Terre battue – Tableaux     | Jürgen Zopp                               | Tommy Robredo                             | 6-3, 6-2           |
| 4 septembre  | TEAN International Alphen-sur-le-Rhin 43 000 € +H – Terre battue – Tableaux     | Botic van de Zandschulp Boy Westerhof     | Alexandar Lazov Volodoymyr Uzhylovskyi    | 7-66, 7-5          |
| 4 septembre  | Milo Open Bogotá Bogota 50 000 $ +H – Terre battue – Tableaux                   | Marcelo Arévalo                           | Daniel Elahi Galán                        | 7-5, 6-4           |
| 4 septembre  | Milo Open Bogotá Bogota 50 000 $ +H – Terre battue – Tableaux                   | Marcelo Arévalo Miguel Ángel Reyes-Varela | Nikola Mektić Franko Škugor               | 6-3, 3-6, [10-6]   |
| 4 septembre  | International Challenger Zhangjiagang Zhangjiagang 50 000 $ +H – Dur – Tableaux | Jason Jung                                | Zhang Ze                                  | 6-4, 2-6, 6-4      |
| 4 septembre  | International Challenger Zhangjiagang Zhangjiagang 50 000 $ +H – Dur – Tableaux | Gao Xin Zhang Zhizhen                     | Chen Ti Yi Chu-huan                       | 6-2, 6-3           |
| 11 septembre | Pekao Szczecin Open Szczecin 127 000 € +H – Terre battue – Tableaux             | Richard Gasquet                           | Florian Mayer                             | 7-63, 7-64         |
| 11 septembre | Pekao Szczecin Open Szczecin 127 000 € +H – Terre battue – Tableaux             | Wesley Koolhof Artem Sitak                | Aliaksandr Bury Andreas Siljeström        | 6-1, 7-5           |
| 11 septembre | American Express Istanbul Challenger Istanbul 75 000 $ +H – Dur – Tableaux      | Malek Jaziri                              | Matteo Berrettini                         | 7-64, 0-6, 7-5     |
| 11 septembre | American Express Istanbul Challenger Istanbul 75 000 $ +H – Dur – Tableaux      | Andre Begemann Jonathan Eysseric          | Romain Arneodo Hugo Nys                   | 6-3, 5-7, [10-4]   |
| 11 septembre | Road to the Rolex Shanghai Masters Shanghai 75 000 $ – Dur – Tableaux           | Wu Yibing                                 | Lu Yen-hsun                               | 7-66, ab.          |
| 11 septembre | Road to the Rolex Shanghai Masters Shanghai 75 000 $ – Dur – Tableaux           | Toshihide Matsui Yi Chu-huan              | Bradley Klahn Peter Polansky              | 7-61, 4-6, [10-5]  |
| 11 septembre | Banja Luka Challenger Banja Luka 43 000 € +H – Terre battue – Tableaux          | Maximilian Marterer                       | Carlos Taberner                           | 6-1, 6-2           |
| 11 septembre | Banja Luka Challenger Banja Luka 43 000 € +H – Terre battue – Tableaux          | Marin Draganja Tomislav Draganja          | Danilo Petrović Ilija Vučić               | 6-4, 6-2           |
| 11 septembre | Atlantic Tire Championships Cary 50 000 $ +H – Dur – Tableaux                   | Kevin King                                | Cameron Norrie                            | 6-4, 6-1           |
| 11 septembre | Atlantic Tire Championships Cary 50 000 $ +H – Dur – Tableaux                   | Marcelo Arévalo Miguel Ángel Reyes-Varela | Miķelis Lībietis Dennis Novikov           | 6-7, 7-61, [10-6]  |
| 18 septembre | TEB Izmir Cup Izmir 64 000 € – Dur – Tableaux                                   | Illya Marchenko                           | Stéphane Robert                           | 7-62, 6-0          |
| 18 septembre | TEB Izmir Cup Izmir 64 000 € – Dur – Tableaux                                   | Scott Clayton Jonny O'Mara                | Denys Molchanov Serhiy Stakhovsky         | Forfait            |
| 18 septembre | The Columbus Challenger Columbus 75 000 $ – Dur (int.) – Tableaux               | Ante Pavić                                | Alexander Ward                            | 611-7, 6-4, 6-3    |
| 18 septembre | The Columbus Challenger Columbus 75 000 $ – Dur (int.) – Tableaux               | Dominik Köpfer Denis Kudla                | Luke Bambridge David O'Hare               | 7-66, 7-63         |
| 18 septembre | Sibiu Open Sibiu 43 000 € +H – Terre battue – Tableaux                          | Cedrik-Marcel Stebe                       | Carlos Taberner                           | 6-3, 6-3           |
| 18 septembre | Sibiu Open Sibiu 43 000 € +H – Terre battue – Tableaux                          | Marco Cecchinato Matteo Donati            | Sander Gillé Joran Vliegen                | 6-3, 6-1           |
| 18 septembre | Gwangju Open Challenger Gwangju 50 000 $ +H – Dur – Tableaux                    | Matthias Bachinger                        | Yang Tsung-hua                            | 6-3, 6-4           |
| 18 septembre | Gwangju Open Challenger Gwangju 50 000 $ +H – Dur – Tableaux                    | Chen Ti Ben McLachlan                     | Jarryd Chaplin Luke Saville               | 2-6, 7-61, [10-1]  |
| 25 septembre | Open d'Orléans Orléans 127 000 € +H – Dur (int.) – Tableaux                     | Norbert Gombos                            | Julien Benneteau                          | 6-3, 5-7, 6-2      |
| 25 septembre | Open d'Orléans Orléans 127 000 € +H – Dur (int.) – Tableaux                     | Guillermo Durán Andrés Molteni            | Jonathan Eysseric Tristan Lamasine        | 6-3, 64-7, [13-11] |
| 25 septembre | Wells Fargo Tiburon Challenger Tiburon 100 000 $ – Dur – Tableaux               | Cameron Norrie                            | Tennys Sandgren                           | 6-2, 6-3           |
| 25 septembre | Wells Fargo Tiburon Challenger Tiburon 100 000 $ – Dur – Tableaux               | André Göransson Florian Lakat             | Marcelo Arévalo Miguel Ángel Reyes-Varela | 6-4, 6-4           |
| 25 septembre | BFD Energy Challenger Rome 43 000 € +H – Terre battue – Tableaux                | Filip Krajinović                          | Daniel Gimeno-Traver                      | 6-4, 6-3           |
| 25 septembre | BFD Energy Challenger Rome 43 000 € +H – Terre battue – Tableaux                | Martin Kližan Jozef Kovalík               | Sander Gillé Joran Vliegen                | 6-3, 7-65          |

### Octobre
| Date       | Tournoi                                                                               | Vainqueurs                                | Finalistes                                | Score             |
| ---------- | ------------------------------------------------------------------------------------- | ----------------------------------------- | ----------------------------------------- | ----------------- |
| 2 octobre  | Kaohsiung OEC Open Kaohsiung 125 000 $ +H – Dur – Tableaux                            | Evgeny Donskoy                            | Marius Copil                              | 7-60, 7-5         |
| 2 octobre  | Kaohsiung OEC Open Kaohsiung 125 000 $ +H – Dur – Tableaux                            | Sanchai Ratiwatana Sonchat Ratiwatana     | Jonathan Erlich Alexander Peya            | 6-4, 1-6, [10-6]  |
| 2 octobre  | Abierto GNP Seguros Monterrey 100 000 $ +H – Dur – Tableaux                           | Maximilian Marterer                       | Bradley Klahn                             | 7-63, 7-66        |
| 2 octobre  | Abierto GNP Seguros Monterrey 100 000 $ +H – Dur – Tableaux                           | Christopher Eubanks Evan King             | Marcelo Arévalo Miguel Ángel Reyes-Varela | 7-64, 6-3         |
| 2 octobre  | Stockton Challenger Stockton 100 000 $ – Dur – Tableaux                               | Cameron Norrie                            | Darian King                               | 6-1, 6-3          |
| 2 octobre  | Stockton Challenger Stockton 100 000 $ – Dur – Tableaux                               | Brydan Klein Joe Salisbury                | Denis Kudla Miķelis Lībietis              | 6-2, 6-4          |
| 2 octobre  | Almaty Challenger Almaty 50 000 $ +H – Terre battue – Tableaux                        | Filip Krajinović                          | Laslo Djere                               | 6-0, 6-3          |
| 2 octobre  | Almaty Challenger Almaty 50 000 $ +H – Terre battue – Tableaux                        | Timur Khabibulin Aleksandr Nedovyesov     | Ivan Gakhov Nino Serdarušić               | 1-6, 6-3, [10-3]  |
| 2 octobre  | Sao Paulo Challenger de tênis Campinas 50 000 $ +H – Terre battue – Tableaux          | Gastão Elias                              | Renzo Olivo                               | 3-6, 6-3, 6-4     |
| 2 octobre  | Sao Paulo Challenger de tênis Campinas 50 000 $ +H – Terre battue – Tableaux          | Máximo González Fabricio Neis             | Gastão Elias José Pereira                 | 6-1, 6-1          |
| 9 octobre  | Tashkent Challenger Tachkent 150 000 $ +H – Dur – Tableaux                            | Guillermo García-López                    | Kamil Majchrzak                           | 6-1, 7-61         |
| 9 octobre  | Tashkent Challenger Tachkent 150 000 $ +H – Dur – Tableaux                            | Hans Podlipnik-Castillo Andrei Vasilevski | Yuki Bhambri Divij Sharan                 | 6-4, 6-2          |
| 9 octobre  | Northbay Healthcare Men's Pro Challenger Fairfield 100 000 $ – Dur – Tableaux         | Mackenzie McDonald                        | Bradley Klahn                             | 6-4, 6-2          |
| 9 octobre  | Northbay Healthcare Men's Pro Challenger Fairfield 100 000 $ – Dur – Tableaux         | Luke Bambridge David O'Hare               | Akram El Sallaly Bernardo Oliveira        | 6-4, 6-2          |
| 9 octobre  | Sparkassen ATP Challenger Ortisei 64 000 € – Dur (int.) – Tableaux                    | Lorenzo Sonego                            | Tim Pütz                                  | 6-4, 6-4          |
| 9 octobre  | Sparkassen ATP Challenger Ortisei 64 000 € – Dur (int.) – Tableaux                    | Sander Arends Antonio Šančić              | Jeremy Jahn Edan Leshem                   | 6-2, 5-7, [13-11] |
| 9 octobre  | Copa San Cristobal Fila Buenos Aires 50 000 $ +H – Terre battue – Tableaux            | Nicolás Kicker                            | Horacio Zeballos                          | 65-7, 6-0, 7-5    |
| 9 octobre  | Copa San Cristobal Fila Buenos Aires 50 000 $ +H – Terre battue – Tableaux            | Ariel Behar Fabiano de Paulo              | Máximo González Fabricio Neis             | 7-63, 5-7, [10-8] |
| 16 octobre | Yinzhou International Men's Tennis Ningbo 125 000 $ – Dur – Tableaux                  | Mikhail Youzhny                           | Taro Daniel                               | 6-1, 6-1          |
| 16 octobre | Yinzhou International Men's Tennis Ningbo 125 000 $ – Dur – Tableaux                  | Radu Albot Jose Statham                   | Jeevan Nedunchezhiyan Christopher Rungkat | 7-5, 6-3          |
| 16 octobre | Wolffkran Open Ismaning 43 000 € +H – Moquette (int.) – Tableaux                      | Yannick Hanfmann                          | Lorenzo Sonego                            | 6-4, 3-6, 7-5     |
| 16 octobre | Wolffkran Open Ismaning 43 000 € +H – Moquette (int.) – Tableaux                      | Marin Draganja Tomislav Draganja          | Dustin Brown Tim Pütz                     | 61-7, 6-2, [10-8] |
| 16 octobre | Las Vegas Tennis Open Las Vegas 50 000 $ +H – Dur – Tableaux                          | Stefan Kozlov                             | Liam Broady                               | 3-6, 7-5, 6-4     |
| 16 octobre | Las Vegas Tennis Open Las Vegas 50 000 $ +H – Dur – Tableaux                          | Brydan Klein Joe Salisbury                | Hans Hach Verdugo Dennis Novikov          | 6-3, 4-6, [10-3]  |
| 16 octobre | Milo Open Cali Cali 50 000 $ +H – Terre battue – Tableaux                             | Federico Delbonis                         | Guilherme Clezar                          | 7-610, 7-5        |
| 16 octobre | Milo Open Cali Cali 50 000 $ +H – Terre battue – Tableaux                             | Marcelo Arévalo Miguel Ángel Reyes-Varela | Sergio Galdós Fabrício Neis               | 6-3, 6-4          |
| 23 octobre | Open Brest Arena Crédit Agricole Brest 106 000 € +H – Dur (int.) – Tableaux           | Corentin Moutet                           | Stéfanos Tsitsipás                        | 6-2, 7-68         |
| 23 octobre | Open Brest Arena Crédit Agricole Brest 106 000 € +H – Dur (int.) – Tableaux           | Sander Arends Antonio Šančić              | Scott Clayton Divij Sharan                | 6-4, 7-5          |
| 23 octobre | China International Suzhou Open Suzhou 75 000 $ – Dur – Tableaux                      | Miomir Kecmanović                         | Radu Albot                                | 6-4, 6-4          |
| 23 octobre | China International Suzhou Open Suzhou 75 000 $ – Dur – Tableaux                      | Gao Xin Sun Fajing                        | Gong Maoxin Zhang Ze                      | 7-65, 4-6, [10-7] |
| 23 octobre | Latrobe City Traralgon Challenger Traralgon 75 000 $ – Dur – Tableaux                 | Jason Kubler                              | Alex Bolt                                 | 2-6, 7-66, 7-63   |
| 23 octobre | Latrobe City Traralgon Challenger Traralgon 75 000 $ – Dur – Tableaux                 | Alex Bolt Bradley Mousley                 | Evan King Nathan Pasha                    | 6-4, 6-2          |
| 23 octobre | Hung Thinh Vietnam Open Hô-Chi-Minh-Ville 50 000 $ +H – Dur – Tableaux                | Mikhail Youzhny                           | John Millman                              | 6-4, 6-4          |
| 23 octobre | Hung Thinh Vietnam Open Hô-Chi-Minh-Ville 50 000 $ +H – Dur – Tableaux                | Saketh Myneni N. Vijay Sundar Prashanth   | Ben McLachlan Go Soeda                    | 7-63, 7-65        |
| 23 octobre | Lima Challenger Copa Claro Lima 50 000 $ +H – Terre battue – Tableaux                 | Gerald Melzer                             | Jozef Kovalík                             | 7-5, 7-64         |
| 23 octobre | Lima Challenger Copa Claro Lima 50 000 $ +H – Terre battue – Tableaux                 | Miguel Ángel Reyes-Varela Blaž Rola       | Gonçalo Oliveira Grzegorz Panfil          | 7-5, 6-3          |
| 30 octobre | Shenzhen Longhua Open Shenzhen 75 000 $ +H – Dur – Tableaux                           | Radu Albot                                | Hubert Hurkacz                            | 7-66, 63-7, 6-4   |
| 30 octobre | Shenzhen Longhua Open Shenzhen 75 000 $ +H – Dur – Tableaux                           | N. Sriram Balaji Vishnu Vardhan           | Austin Krajicek Jackson Withrow           | 7-63, 7-63        |
| 30 octobre | Apis Canberra International Canberra 75 000 $ – Dur – Tableaux                        | Matthew Ebden                             | Taro Daniel                               | 7-64, 6-4         |
| 30 octobre | Apis Canberra International Canberra 75 000 $ – Dur – Tableaux                        | Alex Bolt Bradley Mousley                 | Luke Saville Andrew Whittington           | 6-3, 6-2          |
| 30 octobre | Charlottesville Men's Pro Challenger Charlottesville 75 000 $ – Dur (int.) – Tableaux | Tim Smyczek                               | Tennys Sandgren                           | 65-7, 6-3, 6-2    |
| 30 octobre | Charlottesville Men's Pro Challenger Charlottesville 75 000 $ – Dur (int.) – Tableaux | Denis Kudla Danny Thomas                  | Jarryd Chaplin Miķelis Lībietis           | 64-7, 1-4 ab.     |
| 30 octobre | Bauer Watertechnology Cup Eckental 43 000 € +H – Moquette (int.) – Tableaux           | Maximilian Marterer                       | Jerzy Janowicz                            | 7-68, 3-6, 6-3    |
| 30 octobre | Bauer Watertechnology Cup Eckental 43 000 € +H – Moquette (int.) – Tableaux           | Sander Arends Roman Jebavý                | Ken Skupski Neal Skupski                  | 6-2, 6-4          |
| 30 octobre | Challenger Ciudad de Guayaquil Guayaquil 50 000 $ +H – Terre battue – Tableaux        | Gerald Melzer                             | Facundo Bagnis                            | 6-3, 6-1          |
| 30 octobre | Challenger Ciudad de Guayaquil Guayaquil 50 000 $ +H – Terre battue – Tableaux        | Marcelo Arévalo Miguel Ángel Reyes-Varela | Hugo Dellien Federico Zeballos            | 6-1 67-7, [10-6]  |

### Novembre
| Date        | Tournoi                                                                                     | Vainqueurs                            | Finalistes                                | Score             |
| ----------- | ------------------------------------------------------------------------------------------- | ------------------------------------- | ----------------------------------------- | ----------------- |
| 6 novembre  | Peugeot Slovak Open Bratislava 106 000 € +H – Dur (int.) – Tableaux                         | Lukáš Lacko                           | Marius Copil                              | 6-4, 7-64         |
| 6 novembre  | Peugeot Slovak Open Bratislava 106 000 € +H – Dur (int.) – Tableaux                         | Ken Skupski Neal Skupski              | Sander Arends Antonio Šančić              | 5-7, 6-3, [10-8]  |
| 6 novembre  | Internationaux de tennis de Vendée Mouilleron-le-Captif 85 000 € +H – Dur (int.) – Tableaux | Elias Ymer                            | Yannick Maden                             | 7-5, 6-4          |
| 6 novembre  | Internationaux de tennis de Vendée Mouilleron-le-Captif 85 000 € +H – Dur (int.) – Tableaux | Andre Begemann Jonathan Eysseric      | Tomasz Bednarek David Pel                 | 6-3, 6-4          |
| 6 novembre  | Uruguay Open Montevideo 75 000 $ +H – Terre battue – Tableaux                               | Pablo Cuevas                          | Gastão Elias                              | 6-4, 6-3          |
| 6 novembre  | Uruguay Open Montevideo 75 000 $ +H – Terre battue – Tableaux                               | Romain Arneodo Fernando Romboli       | Ariel Behar Fabiano de Paula              | 2-6, 6-4, [10-8]  |
| 6 novembre  | Knoxville Challenger Knoxville 75 000 $ – Dur (int.) – Tableaux                             | Filip Peliwo                          | Denis Kudla                               | 6-4, 6-2          |
| 6 novembre  | Knoxville Challenger Knoxville 75 000 $ – Dur (int.) – Tableaux                             | Leander Paes Purav Raja               | James Cerretani John-Patrick Smith        | 7-64, 7-64        |
| 6 novembre  | Hyogo NOAH Challenger Kobe 50 000 $ +H – Dur (int.) – Tableaux                              | Stéphane Robert                       | Calvin Hemery                             | 7-61, 65-7, 6-1   |
| 6 novembre  | Hyogo NOAH Challenger Kobe 50 000 $ +H – Dur (int.) – Tableaux                              | Ben McLachlan Yasutaka Uchiyama       | Jeevan Nedunchezhiyan Christopher Rungkat | 4-6, 6-3, [10-8]  |
| 13 novembre | JSM Challenger of Champaign-Urbana Champaign 75 000 $ – Dur (int.) – Tableaux               | Tim Smyczek                           | Bjorn Fratangelo                          | 6-2, 6-4          |
| 13 novembre | JSM Challenger of Champaign-Urbana Champaign 75 000 $ – Dur (int.) – Tableaux               | Leander Paes Purav Raja               | Ruan Roelofse Joe Salisbury               | 6-3, 65-7, [10-5] |
| 13 novembre | Internazionali Citta di Brescia Brescia 43 000 € +H – Moquette (int.) – Tableaux            | Lukáš Lacko                           | Laurynas Grigelis                         | 6-1, 6-2          |
| 13 novembre | Internazionali Citta di Brescia Brescia 43 000 € +H – Moquette (int.) – Tableaux            | Sander Arends Sander Gillé            | Luca Margaroli Tristan-Samuel Weissborn   | 6-2, 6-3          |
| 13 novembre | Dunlop Srixon World Challenge Toyota 50 000 $ +H – Moquette (int.) – Tableaux               | Matthew Ebden                         | Calvin Hemery                             | 7-63, 6-3         |
| 13 novembre | Dunlop Srixon World Challenge Toyota 50 000 $ +H – Moquette (int.) – Tableaux               | Max Purcell Andrew Whittington        | Ruben Gonzales Christopher Rungkat        | 6-3, 2-6, [10-8]  |
| 13 novembre | KPIT MSLTA Challenger Pune 50 000 $ +H – Dur – Tableaux                                     | Yuki Bhambri                          | Ramkumar Ramanathan                       | 4-6, 6-3, 6-4     |
| 13 novembre | KPIT MSLTA Challenger Pune 50 000 $ +H – Dur – Tableaux                                     | Tomislav Brkić Ante Pavić             | Pedro Martínez Adrián Menéndez Maceiras   | 6-1, 7-65         |
| 13 novembre | Movistar Open by Cachantun Santiago 50 000 $ +H – Terre battue – Tableaux                   | Nicolás Jarry                         | Marcelo Arévalo                           | 6-1, 7-5          |
| 13 novembre | Movistar Open by Cachantun Santiago 50 000 $ +H – Terre battue – Tableaux                   | Franco Agamenone Facundo Argüello     | Máximo González Nicolás Jarry             | 6-4, 3-6, [10-6]  |
| 20 novembre | E@ Hua Hin Open Hua Hin 150 000 $ – Dur – Tableaux                                          | John Millman                          | Andrew Whittington                        | 6-2, 6-2          |
| 20 novembre | E@ Hua Hin Open Hua Hin 150 000 $ – Dur – Tableaux                                          | Sanchai Ratiwatana Sonchat Ratiwatana | Austin Krajicek Jackson Withrow           | 6-4, 5-7, [10-5]  |
| 20 novembre | Bangaluru Challenger Bangalore 100 000 $ +H – Dur – Tableaux                                | Sumit Nagal                           | Jay Clarke                                | 6-3, 3-6, 6-2     |
| 20 novembre | Bangaluru Challenger Bangalore 100 000 $ +H – Dur – Tableaux                                | Mikhail Elgin Divij Sharan            | Ivan Sabanov Matej Sabanov                | 6-3, 6-0          |
| 20 novembre | Andria e Castel del Monte Challenger Andria 43 000 € +H – Moquette (int.) – Tableaux        | Uladzimir Ignatik                     | Christopher Heyman                        | 63-7, 6-4, 7-63   |
| 20 novembre | Andria e Castel del Monte Challenger Andria 43 000 € +H – Moquette (int.) – Tableaux        | Lorenzo Sonego Andrea Vavassori       | Sander Arends Sander Gillé                | 6-3, 3-6, [10-7]  |
| 20 novembre | Rio Tennis Classic Rio de Janeiro 50 000 $ +H – Terre battue – Tableaux                     | Carlos Berlocq                        | Jaume Munar                               | 6-4, 2-6, 3-0 ab. |
| 20 novembre | Rio Tennis Classic Rio de Janeiro 50 000 $ +H – Terre battue – Tableaux                     | Máximo González Fabrício Neis         | Marcelo Arévalo Miguel Ángel Reyes-Varela | 5-7, 6-4, [10-4]  |

## Statistiques

### En simple
| Joueur                   | Nombre | Titres                                       |
| ------------------------ | ------ | -------------------------------------------- |
| Filip Krajinović         | 5      | Heilbronn, Marbourg, Biella, Rome II, Almaty |
| Janko Tipsarević         | 4      | Bangkok I, Bangkok II, Qingdao, Anning       |
| Aljaž Bedene             | 3      | Irving, Sophia Antipolis, Barletta           |
| Thomas Fabbiano          | 3      | Quanzhou, Gimcheon, Séoul                    |
| Egor Gerasimov           | 3      | Saint-Brieuc, Karchi, Astana                 |
| Nicolás Jarry            | 3      | Medellín, Quito, Santiago II                 |
| Lu Yen-hsun              | 3      | Taipei, Chengdu, Jinan                       |
| Maximilian Marterer      | 3      | Banja Luka, Monterrey, Eckental              |
| Cameron Norrie           | 3      | Binghamton, Tiburon, Stockton                |
| Pedro Sousa              | 3      | Francavilla al Mare, Liberec, Côme           |
| Cedrik-Marcel Stebe      | 3      | Poprad, Vancouver, Sibiu                     |
| Yuichi Sugita            | 3      | Yokohama, Shenzhen, Surbiton                 |
| Félix Auger-Aliassime    | 2      | Lyon, Séville                                |
| Alexander Bublik         | 2      | Cuernavaca, Aptos                            |
| Roberto Carballés Baena  | 2      | Cortina d'Ampezzo, Manerbio                  |
| Federico Delbonis        | 2      | Todi, Cali                                   |
| Evgeny Donskoy           | 2      | Zhuhai, Kaohsiung                            |
| Rogério Dutra Silva      | 2      | Santiago I, Panama                           |
| Matthew Ebden            | 2      | Canberra, Toyota                             |
| Márton Fucsovics         | 2      | Vicence, Ilkley                              |
| Guillermo García-López   | 2      | Scheveningen, Tachkent                       |
| Uladzimir Ignatik        | 2      | Rennes, Andria                               |
| Blaž Kavčič              | 2      | Winnipeg, Granby                             |
| Lukáš Lacko              | 2      | Bratislava, Brescia                          |
| Adrian Mannarino         | 2      | Nouméa, Quimper                              |
| Andrej Martin            | 2      | San Luis Potosí, Prague                      |
| Gerald Melzer            | 2      | Lima, Guayaquil                              |
| Jürgen Melzer            | 2      | Budapest, Wrocław                            |
| Adrián Menéndez-Maceiras | 2      | León, Samarcande                             |
| Guido Pella              | 2      | Milan, Floridablanca                         |
| Tennys Sandgren          | 2      | Tempe, Savannah                              |
| Dudi Sela                | 2      | Canberra I, Nottingham                       |
| Denis Shapovalov         | 2      | Drummondville, Gatineau                      |
| Tim Smyczek              | 2      | Charlottesville, Champaign                   |
| Frances Tiafoe           | 2      | Bradenton, Aix-en-Provence                   |
| Elias Ymer               | 2      | Cordenons, Mouilleron-le-Captif              |
| Mikhail Youzhny          | 2      | Ningbo, Hô-Chi-Minh-Ville                    |

| Nombre | Pays |
| ------ | --- |
| 12     | États-Unis, Serbie |
| 10     | Allemagne |
| 9      | Espagne |
| 8      | Italie |
| 7      | France |
| 6      | Argentine, Biélorussie, Canada, Japon, Royaume-Uni                                                                                |
| 5      | Australie, Portugal, Russie, Slovaquie                                                                                            |
| 4      | Autriche, Taipei chinois |
| 3      | Chili, Slovénie |
| 2      | Belgique, Bosnie-Herzégovine, Brésil, Chine, Croatie, Hongrie, Inde, Israël, Kazakhstan, Suède, Ukraine                           |
| 1      | Corée du Sud, Estonie, Grèce, Lituanie, Moldavie, Pologne, République dominicaine, République tchèque, Salvador, Tunisie, Uruguay |

### En double
| Joueur                    | Nombre | Titres                                                     |
| ------------------------- | ------ | ---------------------------------------------------------- |
| Miguel Ángel Reyes-Varela | 7      | Medellín, Quito, Bogota, Cary, Cali, Lima, Guayaquil       |
| Sanchai Ratiwatana        | 6      | Bangkok, Kyoto, Shenzhen, Winnetka, Kaohsiung, Hua Hin     |
| Neal Skupski              | 6      | Savannah, Mestre, Nottingham, Aptos, Vancouver, Bratislava |
| Sander Arends             | 5      | Côme, Ortisei, Brest, Eckental, Brescia                    |
| Marcelo Arévalo           | 5      | Quito, Bogota, Cary, Cali, Guayaquil                       |
| Jonathan Eysseric         | 5      | Bangkok, Recanati, Pérouse, Istanbul, Mouilleron-le-Captif |
| Sander Gillé              | 5      | Lyon, Blois, Scheveningen, Tampere, Brescia                |
| Leander Paes              | 5      | León, Tallahassee, Ilkley, Knoxville, Champaign            |
| Hans Podlipnik-Castillo   | 5      | Happy Valley, Coblence, Chimkent, Portorož                 |
| Sonchat Ratiwatana        | 5      | Bangkok, Kyoto, Shenzhen, Kaohsiung, Hua Hin               |
| Adil Shamasdin            | 5      | Bergame, Wrocław, Drummondville, León, Ilkley              |
| Andrei Vasilevski         | 5      | Coblence, Wrocław, Chimkent, Portorož, Tachkent            |
| Andre Begemann            | 4      | Canberra I, Saint-Brieuc, Istanbul, Mouilleron-le-Captif   |
| Máximo González           | 4      | Tigre, Marbourg, Campinas, Rio de Janeiro                  |
| Hsieh Cheng-peng          | 4      | Quanzhou, Séoul, Busan, Jinan                              |
| Roman Jebavý              | 4      | Cherbourg, Heilbronn, Cordenons, Eckental                  |
| Peng Hsien-yin            | 4      | Quanzhou, Séoul, Busan, Jinan                              |
| Joe Salisbury             | 4      | Dallas, Granby, Stockton, Las Vegas                        |
| Antonio Šančić            | 4      | Heilbronn, Côme, Ortisei, Brest                            |
| Vishnu Vardhan            | 4      | Ferghana, Astana, Chengdu, Shenzhen                        |
| Joran Vliegen             | 4      | Lyon, Blois, Scheveningen, Tampere                         |
| Jackson Withrow           | 4      | Maui, Cuernavaca, Gatineau, Granby                         |
| Igor Zelenay              | 4      | Quimper, Cherbourg, Francavilla al Mare, Brunswick         |
| N. Sriram Balaji          | 3      | Ferghana, Chengdu, Shenzhen                                |
| Alex Bolt                 | 3      | Lexington, Traralgon, Canberra II                          |
| Marin Draganja            | 3      | Yokohama, Banja Luka, Ismaning                             |
| Tomislav Draganja         | 3      | Yokohama, Banja Luka, Ismaning                             |
| Mikhail Elgin             | 3      | Rennes, Quimper, Bangalore                                 |
| Brydan Klein              | 3      | Burnie, Stockton, Las Vegas                                |
| Julian Knowle             | 3      | Bergame, Francavilla al Mare, Brunswick                    |
| Zdeněk Kolář              | 3      | Samarcande, Liberec, Cordenons                             |
| Denis Kudla               | 3      | Binghamton, Columbus, Charlottesville                      |
| / Ben McLachlan           | 3      | Todi, Gwangju, Kobe                                        |
| Andreas Mies              | 3      | Rome I, Poprad, Meerbusch                                  |
| Andrés Molteni            | 3      | Tigre, Prostějov, Orléans                                  |
| Bradley Mousley           | 3      | Launceston, Traralgon, Canberra II                         |
| Fabrício Neis             | 3      | Marbourg, Campinas, Rio de Janeiro                         |
| David O'Hare              | 3      | Dallas, Winnipeg, Fairfield                                |
| Purav Raja                | 3      | Bordeaux, Knoxville, Champaign                             |
| Franko Škugor             | 3      | Sophia Antipolis, Taipei, Ostrava                          |
| Ken Skupski               | 3      | Mestre, Nottingham, Bratislava                             |
| Tristan-Samuel Weissborn  | 3      | Budapest, Anning, Prague                                   |

| Nombre | Pays |
| ------ | --- |
| 14     | Royaume-Uni |
| 13     | Croatie, États-Unis, Inde |
| 11     | Allemagne, Argentine |
| 9      | Australie, Brésil, France, Pays-Bas |
| 8      | Autriche, Mexique, République tchèque |
| 7      | Chili |
| 6      | Canada, Nouvelle-Zélande, Taipei chinois, Thaïlande |
| 5      | Belgique, Biélorussie, Italie, Salvador, Slovaquie |
| 4      | Espagne, Japon, Russie |
| 3      | Chine, Irlande |
| 2      | Indonésie, Lituanie, Monaco, Pérou, Pologne, Suisse, Ukraine                                                                                                   |
| 1      | Afrique du Sud, Barbade, Bosnie-Herzégovine, Danemark, Équateur, Hongrie, Israël, Kazakhstan, Moldavie, Pakistan, Slovénie, Suède, Turquie, Uruguay, Venezuela |